# Чубарово (Татарстан)
Чубарово — деревня в Высокогорском районе Татарстана. Входит в состав Усадского сельского поселения.

## География
Находится в северо-западной части Татарстана на расстоянии приблизительно 5 км на север по прямой от районного центра поселка Высокая Гора у речки Казанка.

## История
Известна с 1602—1603 годов как Малая Бимерь. В начале XX века упоминалось о наличии земской школы.

## Население
Постоянных жителей было: в 1782 году- 44 души мужского пола, в 1859—356, в 1897—301, в 1908—388, в 1920—380, в 1926—442, в 1938—453, в 1949—369, в 1958—279, в 1970—188, в 1989—100, 101 в 2002 году (русские 43 %, татары 54 %), 143 в 2010.